# Sophie Deicha
Sophie Deicha (* 1955 in Frankreich) ist eine französische christlich-orthodoxe Theologin, eine der ersten weiblichen Professoren im Institut de Théologie Orthodoxe Saint-Serge in Paris und eine bedeutende Persönlichkeit im interkonfessionellen Dialog. Sie war lange Jahre Mitglied der Kommission „Glaube und Kirchenverfassung“ des Weltkirchenrats. Sie war Vertreterin des  Patriarchats von Konstantinopel.

## Leben
Deicha kommt aus einer orthodoxen Familie russischer Abstammung. Nach dem Studium der slawischen Philologie und Theologie arbeitete sie als Katechetin in Paris.
Deicha war orthodoxe Vertreterin bei der Europäischen Ökumenischen Versammlung (KEK und CCEE) in Basel 1989, bei der KEK in Prag 1992 und beim Weltkirchenrat 1993 in Santiago de Compostela und Harare 1998.

## Akademische Laufbahn
Ab 1988 war Sophie Deicha die erste Frau, die in Frankreich orthodoxe Hagiologie unterrichtete.
Historische und linguistische Fächer wurden ebenfalls von ihr unterrichtet; sie war eine der ersten, die im St. Sergius-Institut neue Lehrmethoden einführte, wie audiovisuelle Methoden und computergestützten Unterricht. Sie war an der Entwicklung der theologischen Fernkurse beteiligt.
Ihre Veröffentlichungen werden auch in Deutschland von Theologieprofessoren der jüngeren Generationen häufig verwendet. Anlässlich des Millenniums der Taufe der Rus’ erschien ein Scriptum, das über dreißig Jahre lang regelmäßig neu aufgelegt wurde und zu einem Standardwerk wurde.

## Beiträge zur Theologie
Seit 1980 bemühte sich Sophie Deicha, einige Aspekte der orthodoxen Heiligkeit dem westlichen Publikum näherzubringen. In diesem Zusammenhang beschäftigte sie sich auch mit einigen historischen Persönlichkeiten, obgleich diese damals noch nicht im Verzeichnis der Heiligen waren. So Siluan vom Berg Athos, Mutter Maria Skobtsowa, und Bischof Nikolaj Velimirovic. Seit 1989 beteiligte sich Sophie Deicha an den Oxforder Patristischen Konferenzen, und ihre Beitrâge z. B. über Metropolit Philaret von Moskau werden gerne von Fachleuten zitiert.
Erst nachträglich wurden diese Persönlichkeiten von der Orthodoxen Kirche offiziell heiliggesprochen.

## Bücher
Sophie Deicha ist Autorin von einem Dutzend Werke, einige davon in Zusammenarbeit mit Spezialisten anderer Konfessionen.
Ihre Lehrbücher für Hochschulstudium sind mehrere Jahrzehnte in Gebrauch geblieben. Im Hagiologie-Kurs Band 1 werden zuerst die Heiligen der heutigen Zeit behandelt, um dann zurück bis zu der Zeit der Apostel zu gelangen. Ein zweites Lehrmittel ebenfalls in doppelstündige Lektionen eingeteilt, setzt sich mit der orthodoxen Heiligkeit im Nordpazifischen Raum auseinander (Hagiologie-Kurs Band 2).
Bücher für Religionsunterricht, die sich an Kinder richten. Für den Religionsunterricht verfasste sie Kinderbücher: Das deutschsprachige Büchlein Ikonen der Orthodoxen Hochfeste wurde auch ins Russische, Griechische und Serbische übersetzt.
Ihre wissenschaftlichen Arbeiten erstrecken sich über verschiedene Bereiche: auf Deutsch: Ökumenische Rundschau, auf Englisch: Frauenstimmen und Kirchenvisionen, auf Französisch: Leben und Werk von Georges Peskoff, Die Rückkehr der Engel und Konstantinopel vor den Toren Europas.

## Zitate in biografischen Verzeichnissen
Weitere bibliographische Angaben befinden sich in bekannten englischen und amerikanischen Verzeichnissen von zeitgenössischen Autoren, von Intellektuellen, von berühmten Frauen und 5000 Persönlichkeiten dieser Welt.